# エンチャントメント・オブ・ザ・シーズ
エンチャントメント・オブ・ザ・シーズ（Enchantment of the Seas）は、ロイヤル・カリビアン・インターナショナルが運航しているクルーズ客船。

## 概要
エンチャントメント・オブ・ザ・シーズは、グランジャークラスの2番船として、1997年に就航した。2005年の改装前までは、グランジャー・オブ・ザ・シーズと同型船であった。そして、2005年に全長を22m伸ばす大改装が行われた。また、この大改装で、総トン数が81000トンにアップし、客室も151室追加。注目の施設としてプールデッキのつり橋やバンジートランポリンがある。また子供用スプラッシュプール、夜を彩る水中照明、改装後ロッククライミングの壁面、コーヒー＆アイスクリーム専門店などが追加された。ビジョンクラスの中でも人気が高く、日本から参加しやすいフロリダからのカリブ海ショートクルーズ4・5泊へ就航しているほか、パナマからの新コースへ就航している。

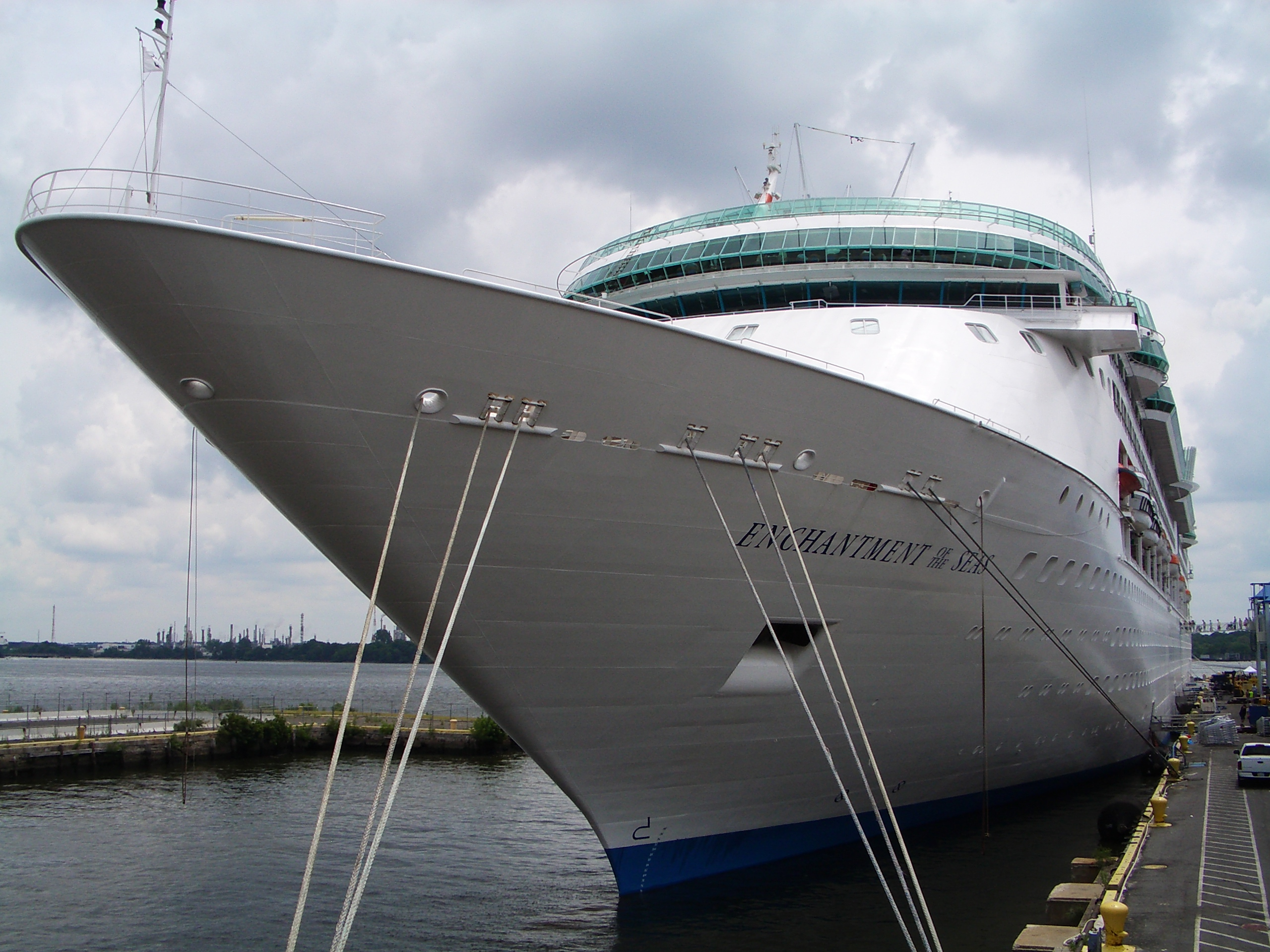
エンチャントメント・オブ・ザ・シーズ
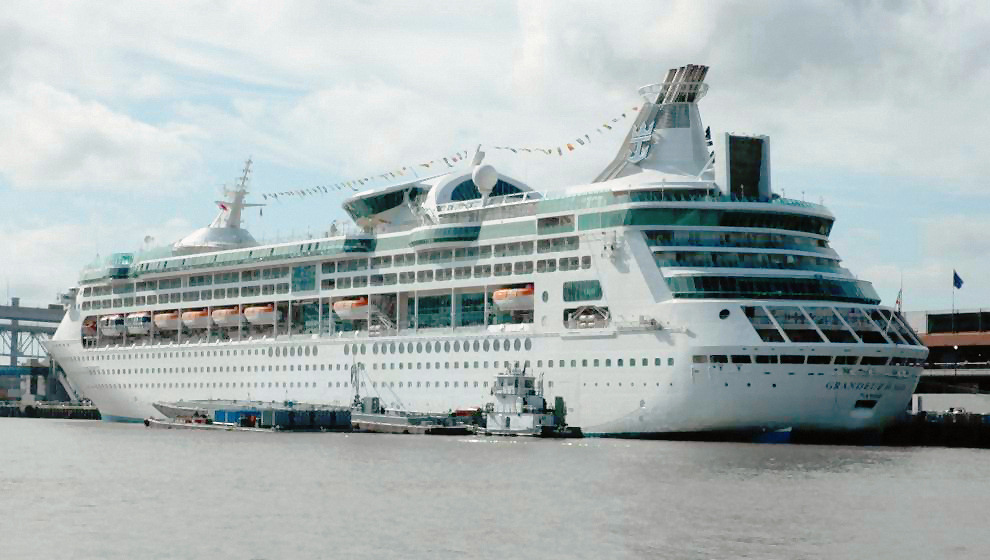
同型船のグランジャー・オブ・ザ・シーズ

## 同型船
- 1番船   グランジャー・オブ・ザ・シーズ - 1996年就航